# Bashohli
Bashohli (ook gespeld als Basholi, Basohli of Basoli) is een plaats en “notified area” in het district Kathua van het Indiase unieterritorium Jammu en Kasjmir. De plaats ligt aan een groot stuwmeer van de rivier de Ravi. Hier komen de grenzen samen van Jammu en Kasjmir en de staten Punjab en Himachal Pradesh.

## Demografie
Volgens de Indiase volkstelling van 2001 wonen er 5.865 mensen in Bashohli, waarvan 53% mannelijk en 47% vrouwelijk is. De plaats heeft een alfabetiseringsgraad van 77%.